# Пяэзуке, Йоханнес
Йоха́ннес Пя́эзуке (эст. Johannes Pääsuke; 30 марта 1892, Тарту — 8 января 1918, Орша) — российский фотограф и режиссёр, один из основателей эстонского кинематографа.

## Биография
В 1912 году тартуский фотограф Йоханнес Пяэзуке открыл первую киностудию в Тарту («Estonia Film Tartus») и снял свой первый фильм. Он был документальным, смонтированным из кинохроники о посещении Ревеля шведским королём Густавом V[1]. Следующий фильм, снятый в 1914 году Иоханнесом Пяэзуке, назывался «Охота на медведя в Пярнумаа» («Karujaht Pärnumaal») и являлся сатирической комедией о немецких баронах. Пяэзуке снял около 40 фильмов, 10 из которых дошли до наших дней (пять кинохроник, четыре документальных и один художественный).
Погиб в железнодорожной катастрофе в городе Орша в 1918 году.